# Кедра (деревня)
Кедра́ — деревня в Вытегорском районе Вологодской области.
Входит в состав Оштинского сельского поселения, с точки зрения административно-территориального деления — в Оштинский сельсовет.
Расположена на берегу Кедринского озера, на трассе Р37. Расстояние по автодороге до районного центра Вытегры — 35 км, до центра муниципального образования села Ошта — 25 км. Ближайшие населённые пункты — Верховье, Ларшина, Мегра.
По данным переписи в 2002 году постоянного населения не было.